# Cataglyphis douwesi
Cataglyphis douwesi  es una especie de hormigas endémicas del sur de la España peninsular .